# Роберт III фон Марк-Аренберг
Роберт III фон Марк-Аренберг (на немски: Robert III von der Marck-Arenberg; † септември/4 октомври 1544, Брюксел) е благородник от род фон дер Марк, граф на Аренберг (1536 – 1541), фрайхер на Рекхайм, господар на Ньофшато.

## Произход и наследство
Той е син на Роберт II фон Марк-Аренберг (1506 – 1536) и съпругата му Валбурга фон Егмонт-Бюрен († 1547), дъщеря на имперския генерал граф Флорис ван Егмонт-Бюрен (1469 – 1539) и Маргарета ван Глимес-Бергес († сл. 1551).
Наследен е като граф на Аренберг (1541 – 1547) от сестра му Маргарета фон Марк-Аренберг (1527 – 1599). Неговият племенник Карл фон Аренберг (1550 – 1616), син на сестра му Маргарета, е издигнат през 1576 г. на княз на Аренберг и херцог на Арсхот.

## Фамилия
Роберт III фон Марк-Аренберг се жени на 24 декември 1543 г. в Брюксел за Анна де Глимес-Бергес (* 1 ноември 1525; † 15 юни 1563), дъщеря на маркиз Антон де Глимес-Бергес ван Берген-оп-Цоом (1500 – 1541), граф на Валхайм, бургграф на Вилворде, и Жаклина де Кроа († ок. 1550). Те нямат деца.
От непозната връзка той има една дъщеря:
- Максимилиана фон дер Марк, омъжена I. на 5 юни 1565 г. за Карел ван Гелре де Оуде (* ок. 1508; † сл. 10 юни 1568), II. за Риенк ван Декема.

Вдовицата му Анна де Глимес-Бергес се омъжва втори път 1545 г. за Хайнрих фон Монтфорт, господар на Абенброек.